# Taça de Prata 1984
Der Taça de Prata 1984 war die siebte Spielzeit der zweiten Fußballliga Brasiliens.

## Saisonverlauf
Der Wettbewerb startete am 25. Februar 1984 in seine neue Saison und endete am 1. April 1984. Die Meisterschaft wurde vom nationalen Verband CBF ausgerichtet.
Am Ende der Saison konnte der Uberlândia EC die Meisterschaft feiern und konnte sich für die dritte Runde der ersten Liga 1984 qualifizieren. Des Weiteren qualifizierten sich beide Finalisten für die erste Runde der ersten Liga 1985.
Der Wettbewerb wurde in zwei Gruppenphasen und einer Ko-Runde ab dem Achtelfinale und einem Finale ausgetragen.

## Teilnehmer
Das Teilnehmerfeld wurde von 48 Mannschaften auf 32 verkleinert. Die Qualifikation erfolgte über das Abschneiden in den Fußballmeisterschaften der Bundesstaaten von Brasilien. Die Verbände von Minas Gerais, Paraná, Rio Grande do Sul und Santa Catarina  machten eine Ausnahme, indem sie ihre Teilnehmer jeweils über ein Qualifikationsturnier ermittelten.
Die Teilnehmer waren:
| Bundesstaat         | Klub                                               | Ergebnis      |
| ------------------- | -------------------------------------------------- | ------------- |
| Alagoas             | AS Arapiraquense                                   | 1. Runde      |
| Amazonas            | Atlético Rio Negro Clube                           | 1. Runde      |
| Bahia               | Alagoinhas AC                                      | 1. Runde      |
| Bahia               | Itabuna EC                                         | Viertelfinale |
| Brasília            | Grêmio Esportivo Tiradentes                        | 1. Runde      |
| Ceará               | Ceará SC                                           | 2. Runde      |
| Ceará               | Icasa EC                                           | 1. Runde      |
| Espírito Santo      | Associação Desportiva Ferroviária Vale do Rio Doce | Achtelfinale  |
| Goiás               | Itumbiara EC                                       | Viertelfinale |
| Goiás               | Nacional EC                                        | 1. Runde      |
| Maranhão            | Maranhão AC                                        | Achtelfinale  |
| Mato Grosso         | União EC                                           | 1. Runde      |
| Mato Grosso do Sul  | EC Comercial (MS)                                  | Viertelfinale |
| Minas Gerais        | América Mineiro                                    | 1. Runde      |
| Minas Gerais        | Uberlândia EC                                      | Meister       |
| Pará                | Clube do Remo                                      | Vizemeister   |
| Paraíba             | Botafogo FC (PB)                                   | Halbfinale    |
| Paraná              | EC Pinheiros (PR)                                  | Achtelfinale  |
| Paraná              | União Bandeirante FC                               | 1. Runde      |
| Pernambuco          | Central SC                                         | Achtelfinale  |
| Pernambuco          | Sport Recife                                       | Achtelfinale  |
| Piauí               | SE Tiradentes                                      | 1. Runde      |
| Rio de Janeiro      | Campo Grande AC                                    | 1. Runde      |
| Rio de Janeiro      | Goytacaz FC                                        | 1. Runde      |
| Rio de Janeiro      | Volta Redonda FC                                   | Achtelfinale  |
| Rio Grande do Norte | América FC (RN)                                    | 1. Runde      |
| Rio Grande do Sul   | EC Internacional (RS)                              | Halbfinale    |
| Rio Grande do Sul   | EC Novo Hamburgo                                   | 1. Runde      |
| Santa Catarina      | Avaí FC                                            | 1. Runde      |
| São Paulo           | Guarani FC                                         | Achtelfinale  |
| São Paulo           | XV de Novembro                                     | Achtelfinale  |
| Sergipe             | CS Sergipe                                         | 1. Runde      |

## Modus
Punktevergabe
- 1. Anzahl von Siegen
- 2. Größere Anzahl von Punkten
- 3. Bessere Tordifferenz
- 4. Anzahl von Tore
- 5. Anzahl Gegentore
- 6. Direkter Vergleich

## 1. Runde
In der ersten Runde die 32 Teilnehmer in gelosten Spielen einmal in Hin- und Rückspiel gegeneinander an. Die Sieger zogen in die zweite Runde ein.
| Datum       |                             | Gesamt          |                          | Hinspiel | Rückspiel |
| ----------- | --------------------------- | --------------- | ------------------------ | -------- | --------- |
| 25.2./28.2. | Clube do Remo               | 3:2             | Atlético Rio Negro Clube | 2:0      | 1:2       |
| 25.2./29.2. | CS Sergipe                  | 1:2             | Sport Recife             | 0:0      | 1:2       |
| 26.2./28.2. | Guarani FC                  | 8:4             | Avaí FC                  | 3:2      | 5:2       |
| 26.2./28.2. | XV de Novembro              | 4:2             | EC Novo Hamburgo         | 1:0      | 3:2       |
| 26.2./28.2. | Uberlândia EC               | 4:2             | Nacional EC              | 3:0      | 1:2       |
| 26.2./28.2. | EC Internacional (RS)       | 1:1 (4:2 i. E.) | União Bandeirante FC     | 1:1      | 0:0       |
| 26.2./28.2. | Alagoinhas AC               | 2:4             | Central SC               | 2:2      | 0:2       |
| 26.2./28.2. | AD Ferroviária              | 3:1             | Goytacaz FC              | 1:1      | 2:0       |
| 26.2./28.2. | SE Tiradentes               | 1:2             | Maranhão AC              | 1:2      | 0:0       |
| 26.2./28.2. | Ceará SC                    | 3:2             | América FC (RN)          | 3:1      | 0:1       |
| 26.2./28.2. | Icasa EC                    | 2:3             | Botafogo FC (PB)         | 1:2      | 1:1       |
| 26.2./28.2. | AS Arapiraquense            | 4:4 (2:3 i. E.) | Itabuna EC               | 2:0      | 2:4       |
| 26.2./28.2. | Campo Grande AC             | 1:3             | EC Pinheiros (PR)        | 0:1      | 1:2       |
| 26.2./28.2. | União EC                    | 0:2             | EC Comercial (MS)        | 0:1      | 0:1       |
| 26.2./28.2. | Grêmio Esportivo Tiradentes | 1:3             | Itumbiara EC             | 1:1      | 0:2       |
| 27.2./29.2. | América Mineiro             | 2:4             | Volta Redonda FC         | 2:1      | 0:3       |

## 2. Runde
| Datum      |                       | Gesamt          |                   | Hinspiel | Rückspiel |
| ---------- | --------------------- | --------------- | ----------------- | -------- | --------- |
| 2.3./10.3. | Itabuna EC            | 1:1 (4:1 i. E.) | EC Pinheiros (PR) | 2:0      | 2:4       |
| 2.3./10.3. | EC Internacional (RS) | 3:0             | Volta Redonda FC  | 1:0      | 2:0       |
| 2.3./10.3. | Botafogo FC (PB)      | 4:2             | Sport Recife      | 2:1      | 2:0       |
| 2.3./10.3. | AD Ferroviária        | 3:3 (4:5 i. E.) | EC Comercial (MS) | 2:1      | 1:2       |
| 2.3./11.3. | Clube do Remo         | 3:1             | Maranhão AC       | 1:0      | 2:1       |
| 2.3./11.3. | Itumbiara EC          | 3:2             | XV de Novembro    | 2:1      | 1:1       |
| 2.3./11.3. | Uberlândia EC         | 1:0             | Guarani FC        | 0:0      | 1:0       |
| 2.3./11.3. | Ceará SC              | 1:1 (1:3 i. E.) | Central SC        | 0:0      | 1:1       |

## Turnierplan ab Viertelfinale
|  | Viertelfinale | Viertelfinale    | Viertelfinale | Viertelfinale | Viertelfinale |                  |             | Halbfinale    | Halbfinale | Halbfinale | Halbfinale | Halbfinale |  |  | Finale | Finale | Finale | Finale | Finale |
|  |               |                  |               |               |               |                  |             |               |            |            |            |            |  |  |        |        |        |        |        |
|  |               | Itabuna EC       | 2             | 0             |               |                  |             |               |            |            |            |            |  |  |        |        |        |        |        |
|  | 2             | Botafogo FC      | 2             | 2             | 4             |                  |             |               |            |            |            |            |  |  |        |        |        |        |        |
|  | 2             | Botafogo FC      | 2             | 2             | 4             |                  | Botafogo FC | 0             | 0          | 0          |            |            |  |  |        |        |        |        |        |
|  |               |                  |               |               |               |                  | Botafogo FC | 0             | 0          | 0          |            |            |  |  |        |        |        |        |        |
|  |               |                  | Uberlândia EC | 4             | 2             | 6                |             |               |            |            |            |            |  |  |        |        |        |        |        |
|  |               | Itumbiara EC     | Uberlândia EC | 4             | 2             | 6                | 1           | 1             | 2          |            |            |            |  |  |        |        |        |        |        |
|  |               |                  |               |               |               |                  | 1           | 1             | 2          |            |            |            |  |  |        |        |        |        |        |
|  |               | Uberlândia EC    | 2             | 1             | 3             |                  |             |               |            |            |            |            |  |  |        |        |        |        |        |
|  |               |                  |               |               |               |                  |             | Uberlândia EC | 1          | 0          | 1          |            |  |  |        |        |        |        |        |
|  |               |                  | Clube do Remo | 0             | 0             | 0                |             |               |            |            |            |            |  |  |        |        |        |        |        |
|  |               | EC Internacional | 2             | 1             | 3             |                  |             |               |            |            |            |            |  |  |        |        |        |        |        |
|  |               | Central SC       | 0             | 1             | 1             |                  |             |               |            |            |            |            |  |  |        |        |        |        |        |
|  |               | Central SC       | 0             | 1             | 1             | EC Internacional | 0           | 0             | 0          |            |            |            |  |  |        |        |        |        |        |
|  |               |                  |               |               |               | EC Internacional | 0           | 0             | 0          |            |            |            |  |  |        |        |        |        |        |
|  |               |                  | Clube do Remo | 0             | 3             | 3                |             |               |            |            |            |            |  |  |        |        |        |        |        |
|  |               | EC Comercial     | Clube do Remo | 0             | 3             | 3                | 1           | 2             | 3          |            |            |            |  |  |        |        |        |        |        |
|  |               |                  |               |               |               |                  | 1           | 2             | 3          |            |            |            |  |  |        |        |        |        |        |
|  |               | Clube do Remo    | 1             | 3             | 4             |                  |             |               |            |            |            |            |  |  |        |        |        |        |        |

## Viertelfinale
| Datum       |                       | Gesamt |                  | Hinspiel | Rückspiel |
| ----------- | --------------------- | ------ | ---------------- | -------- | --------- |
| 14.3./17.3. | Itabuna EC            | 2:4    | Botafogo FC (PB) | 2:2      | 0:2       |
| 15.3./17.3. | EC Internacional (RS) | 3:1    | Central SC       | 2:0      | 1:1       |
| 15.3./17.3. | EC Comercial (MS)     | 3:4    | Clube do Remo    | 1:1      | 2:3       |
| 15.3./17.3. | Itumbiara EC          | 2:3    | Uberlândia EC    | 1:2      | 1:1       |

## Halbfinale
| Datum       |                       | Gesamt |               | Hinspiel | Rückspiel |
| ----------- | --------------------- | ------ | ------------- | -------- | --------- |
| 21.3./24.3. | EC Internacional (RS) | 0:3    | Clube do Remo | 0:0      | 0:3       |
| 21.3./24.3. | Botafogo FC (PB)      | 0:6    | Uberlândia EC | 0:4      | 0:2       |

## Finale
Der Meister qualifizierte sich für die dritte Runde ersten Liga 1984 und beide Finalisten für die erste Runde der ersten Liga 1985.

### Hinspiel
| Uberlândia EC                                                  | Uberlândia EC | Clube do Remo | Clube do Remo |
| -------------------------------------------------------------- | --- | --- | ------------- |
| Uberlândia EC                                                  | \| 28. März 1984 in Uberlândia (Estádio Municipal João Havelange) \| \| Ergebnis: 1:0 (0:0) \| \| Zuschauer: 16.829 \| \| Schiedsrichter: Dulcídio Vanderlei Boschilia \| | \| 28. März 1984 in Uberlândia (Estádio Municipal João Havelange) \| \| Ergebnis: 1:0 (0:0) \| \| Zuschauer: 16.829 \| \| Schiedsrichter: Dulcídio Vanderlei Boschilia \| | Clube do Remo |
| Uberlândia EC                                                  | Moacir – Luisinho, Batistão, Zecão, Batata – Chiquinho, Carlos Roberto, Eduardo (Cristiano) – Geraldo Touro, Vivinho, Zé Carlos Cheftrainer: Cento e Nove                 | Bracali – Rui Curuçá, Nazareno, Darinta, Pedrinho – Chicão, Raulino, Roque – Paulinho, Dadinho, Amauri (Léo) Cheftrainer: José Dutra                                      | Clube do Remo |
| Uberlândia EC                                                  | 1:0 Vivinho (90.+1') | | Clube do Remo |
| Uberlândia EC                                                  | Zecão, Batata | Pedrinho | Clube do Remo |
| 28. März 1984 in Uberlândia (Estádio Municipal João Havelange) | | |               |
| Ergebnis: 1:0 (0:0)                                            | | |               |
| Zuschauer: 16.829                                              | | |               |
| Schiedsrichter: Dulcídio Vanderlei Boschilia                   | | |               |

### Rückspiel
| Clube do Remo                                            | Clube do Remo | Uberlândia EC | Uberlândia EC |
| -------------------------------------------------------- | --- | --- | ------------- |
| Clube do Remo                                            | \| 1. April 1984 in Belém (Pará) (Estádio Olímpico do Pará) \| \| Ergebnis: 0:0 \| \| Zuschauer: 24.278 \| \| Schiedsrichter: Wilson Carlos dos Santos \| | \| 1. April 1984 in Belém (Pará) (Estádio Olímpico do Pará) \| \| Ergebnis: 0:0 \| \| Zuschauer: 24.278 \| \| Schiedsrichter: Wilson Carlos dos Santos \| | Uberlândia EC |
| Clube do Remo                                            | Bracali – Rui Curuçá, Nazareno, Darinta, Pedrinho – Chicão, Raulino (Ivo) , Roque – Paulinho (Nildo) , Dadinho, Amauri Cheftrainer: José Dutra            | Moacir – Luisinho, Batistão, Zecão, Batata – Chiquinho, Carlos Roberto (Edu) , Eduardo – Geraldo Touro, Vivinho, Zé Carlos Cheftrainer: Cento e Nove      | Uberlândia EC |
| 1. April 1984 in Belém (Pará) (Estádio Olímpico do Pará) | | |               |
| Ergebnis: 0:0                                            | | |               |
| Zuschauer: 24.278                                        | | |               |
| Schiedsrichter: Wilson Carlos dos Santos                 | | |               |

## Beste Torschützen
| Rang | Spieler        | Klub                  | Tore |
| ---- | -------------- | --------------------- | ---- |
| 1    | Dadinho        | Clube do Remo         | 6    |
| 2    | Carlos Roberto | Botafogo FC (PB)      | 5    |
|      | Róbson         | EC Internacional (RS) | 5    |
| 4    | Neto           | Guarani FC            | 3    |
|      | Toninho        | EC Comercial (MS)     | 3    |

## Abschlusstabelle
Die Tabelle diente lediglich zur Feststellung der Platzierung der einzelnen Mannschaften in der Saison. Sie wurde zeitweise vom Verband auch zur Ermittlung einer ewigen Rangliste herangezogen. Sie setzt sich zusammen aus allen ausgetragenen Spielen. In der Sortierung hat das Erreichen der jeweiligen Finalphase Vorrang vor den erzielten Punkten.
| Pl. | Verein                      | Sp. | S | U | N | Tore    | Diff. | Punkte |
| --- | --------------------------- | --- | - | - | - | ------- | ----- | ------ |
| 1.  | Uberlândia EC               | 10  | 6 | 3 | 1 | 015:400 | +11   | 15     |
| 2.  | Clube do Remo               | 10  | 5 | 3 | 2 | 013:700 | +6    | 13     |
| 3.  | EC Internacional (RS)       | 8   | 3 | 4 | 1 | 007:500 | +2    | 10     |
| 4.  | Botafogo FC (PB)            | 8   | 3 | 3 | 2 | 011:120 | −1    | 09     |
| 5.  | Itumbiara EC                | 6   | 2 | 3 | 1 | 008:600 | +2    | 07     |
| 6.  | EC Comercial (MS)           | 6   | 3 | 1 | 2 | 008:700 | +1    | 07     |
| 7.  | Central SC                  | 6   | 1 | 4 | 1 | 006:600 | ±0    | 06     |
| 8.  | Itabuna EC                  | 6   | 1 | 3 | 2 | 007:900 | −2    | 05     |
| 9.  | EC Pinheiros (PR)           | 4   | 2 | 2 | 0 | 004:200 | +2    | 06     |
| 10. | Guarani FC                  | 4   | 2 | 1 | 1 | 008:500 | +3    | 05     |
| 11. | AD Ferroviária              | 4   | 2 | 1 | 1 | 006:400 | +2    | 05     |
| 12. | XV de Novembro              | 4   | 2 | 1 | 1 | 006:500 | +1    | 05     |
| 13. | Ceará SC                    | 4   | 1 | 2 | 1 | 004:300 | +1    | 04     |
| 14. | Sport Recife                | 4   | 1 | 2 | 1 | 004:500 | −1    | 04     |
| 15. | Maranhão AC                 | 4   | 1 | 1 | 2 | 003:400 | −1    | 03     |
| 16. | Volta Redonda FC            | 4   | 1 | 0 | 3 | 004:500 | −1    | 02     |
| 17. | AS Arapiraquense            | 2   | 1 | 0 | 1 | 004:400 | ±0    | 02     |
| 18. | União Bandeirante FC        | 2   | 0 | 2 | 0 | 001:100 | ±0    | 02     |
| 19. | América FC (RN)             | 2   | 1 | 0 | 1 | 002:300 | −1    | 02     |
| 20. | Atlético Rio Negro Clube    | 2   | 1 | 0 | 1 | 002:300 | −1    | 02     |
| 21. | América Mineiro             | 2   | 1 | 0 | 1 | 002:400 | −2    | 02     |
| 22. | Nacional EC                 | 2   | 1 | 0 | 1 | 002:400 | −2    | 02     |
| 23. | Icasa EC                    | 2   | 0 | 1 | 1 | 002:300 | −1    | 01     |
| 24. | CS Sergipe                  | 2   | 0 | 1 | 1 | 001:200 | −1    | 01     |
| 25. | SE Tiradentes               | 2   | 0 | 1 | 1 | 001:200 | −1    | 01     |
| 26. | Alagoinhas AC               | 2   | 0 | 1 | 1 | 002:400 | −2    | 01     |
| 27. | Goytacaz FC                 | 2   | 0 | 1 | 1 | 001:300 | −2    | 01     |
| 28. | Grêmio Esportivo Tiradentes | 2   | 0 | 1 | 1 | 001:300 | −2    | 01     |
| 29. | EC Novo Hamburgo            | 2   | 0 | 0 | 2 | 002:400 | −2    | 0      |
| 30. | Campo Grande AC             | 2   | 0 | 0 | 2 | 001:300 | −2    | 0      |
| 31. | União EC                    | 2   | 0 | 0 | 2 | 000:200 | −2    | 0      |
| 32. | Avaí FC                     | 2   | 0 | 0 | 2 | 004:800 | −4    | 0      |